# Di indigetes

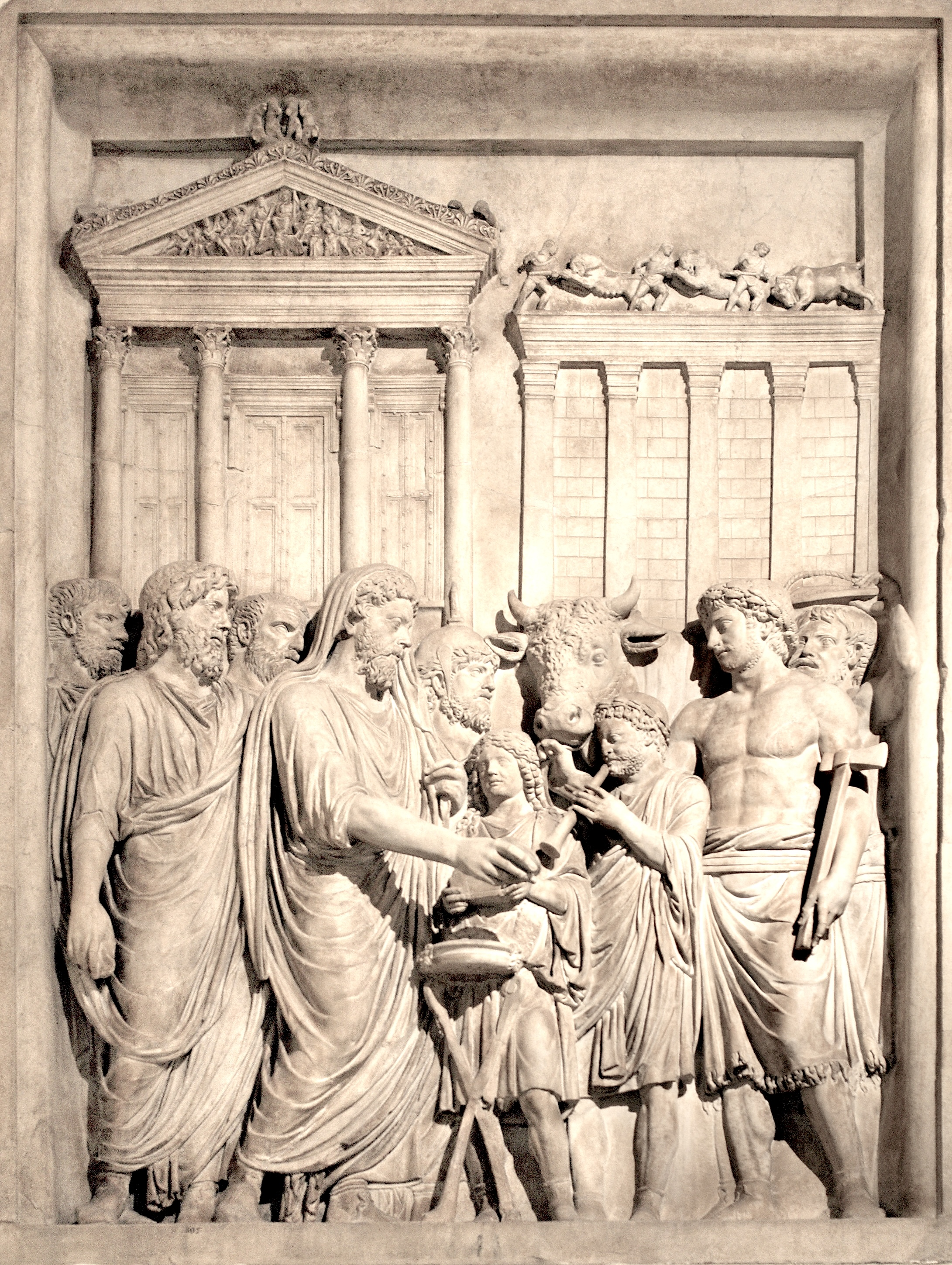
Marcos Aurélio, um dos deuses

Os di indigetes ("deuses indígenas") constituíam um grupo de deuses, deusas e espíritos romanos que não haviam sido adoptados de outras mitologias, em oposição aos di novensides, segundo a terminologia de Georg Wissowa.
A maioria representa pouco mais que a personificação de algumas qualidades abstractas, sendo, por isso, quase todos, deuses menores. Ops, Jano e Quirino são dos poucos destes deuses com alguma importância. Tal como a maioria dos termos em latim para abstracções e conceitos, estes deuses são geralmente do género feminino - o que explica a abundância de deusas entre os romanos.

## Lista de deusesindigetes
1. Abeona
2. Abundância
3. Adeona
4. Equidade
5. Éra Cura
6. Eternidade
7. Africo
8. Aio Locúcio
9. Alemona
10. Angerona
11. Angita
12. Angícia
13. Ana Perena
14. Antevorte
15. Averna
16. Bona Dea
17. Bubona
18. Candelífera
19. Cardeia
20. Carmenta
21. Carna
22. Cátilo
23. Cínxia
24. Clemência
25. Cloacina
26. Cocles
27. Concórdia
28. Conditor
29. Conso
30. Convector
31. Cópia
32. Coro
33. Cuba
34. Cunina
35. Cura
36. Curiácios
37. Dea Dia
38. Dea Tacita
39. Devera
40. Deverra
41. Di Penates
42. Dia
43. Disciplina
44. Dius Fidus
45. Domíduca
46. Domíduco
47. Domício
48. Duelona
49. Edusa
50. Egéria
51. Egestes
52. Empanda
53. Endovélico
54. Esperança
55. Evandro
56. Evento Bono
57. Fabulino
58. Fecundidade
59. Faustitas
60. Febre
61. Felicidade
62. Ferentina
63. Ferônia
64. Fides
65. Fonte
66. Fornax
67. Frau
68. Fúlgora
69. Furina
70. Honra
71. Horácios
72. Imporcidor
73. Invidia
74. Ínuo
75. Jana
76. Jano
77. Juturna
78. Lactante
79. Larenta
80. Lares
81. Laverna
82. Levena
83. Generosidade
84. Liberdade
85. Libitina
86. Lima
87. Maiesta
88. Manes
89. Matronas
90. Meditrina
91. Mefite
92. Melona
93. Mena
94. Mente
95. Messor
96. Moneta
97. Múrcio
98. Múrcia
99. Muta
100. Mutino Mutuno
101. Nênia
102. Náscio
103. Nemestrino
104. Nério
105. Nixi
106. Nóduto
107. Nona
108. Novensilo
109. Nundina
110. Obarator
111. Occator
112. Occasio
113. Orbona
114. Pales
115. Pártula
116. Patalena
117. Pavência
118. Picumno
119. Pietas
120. Pilumno
121. Pena
122. Pomona
123. Poro
124. Postverta
125. Potina
126. Promidor
127. Prorsa Postverta
128. Providência
129. Pudicícia
130. Puta
131. Quirino
132. Quirite
133. Rederador
134. Róbigo
135. Roma
136. Rumina
137. Runcina
138. Rusina
139. Saridor
140. Segurança
141. Semônia
142. Sência
143. Sorano
144. Sors
145. Espiniense
146. Stata Mater
147. Estatina
148. Estatano
149. Estrênua
150. Suedela
151. Subruncinador
152. Sumano
153. Têlumo
154. Tempestes
155. Término
156. Tiberto
157. Vacuna
158. Vervactor
159. Verdade
160. Vermino
161. Vertuno
162. Vica Pota
163. Víduo
164. Vírbio
165. Viriplaca
166. Virtude
167. Vitumno
168. Volturno
169. Volumna
170. Voluptas